# Ouzyn
Ouzyn (en ukrainien : Узин) est une ville de l'oblast de Kiev, en Ukraine. Sa population s'élevait à 11 921 habitants en 2022.

## Géographie
Ouzyn est située à 68 km — 80 km par la route — au sud de Kiev.

## Histoire
La première mention d'Ouzyn remonte à 1590. Elle porte alors le nom d'Ouzenytsia et plus tard de Tenberchyna. Depuis la fin du XVIIIe siècle, elle s'appelle Ouzyn. Elle reçoit le statut de commune urbaine en 1956 et le statut de ville le 25 août 1971. Une base de l'armée de l'air ukrainienne se trouve au sud de la ville.

## Population
Recensements (*) ou estimations de la population :
| 1939  | 1959*  | 1970*  | 1979*  | 1989*  |
| ----- | ------ | ------ | ------ | ------ |
| 7 300 | 12 255 | 10 312 | 15 577 | 16 469 |

| 2001*  | 2010   | 2011   | 2012   | 2013   |
| ------ | ------ | ------ | ------ | ------ |
| 13 217 | 12 258 | 12 166 | 12 146 | 12 122 |

## Économie
La principale entreprise d'Ouzyn est le combinat de sucre qui fournit sept pour cent du sucre produit en Ukraine. On trouve également une conserverie.

## Personnalité
- Pavel Popovitch (né en 1930), cosmonaute soviétique de nationalité ukrainienne.